# 811 Nauheima
811 Nauheima eller 1915 XR är en asteroid i huvudbältet, som upptäcktes 8 september 1915 av den tyske astronomen Max Wolf. Den är uppkallad efter den tyska staden Bad Nauheim.
Asteroiden har en diameter på ungefär 16 kilometer och den tillhör asteroidgruppen Koronis.